# Leptogaster angelus
Leptogaster angelus là một loài ruồi trong họ Asilidae. Leptogaster angelus được Osten-Sacken miêu tả năm 1881. Loài này phân bố ở miền Ấn Độ - Mã Lai.